# Іфугао (провінція)
Іфугао (ілоко: Probinsia ti Ifugao; філ.: Lalawigan ng Ifugao) — провінція Філіппін у Кордильєрському Адміністративному Регіоні на острові Лусон. Адміністративним центром є муніципалітет Лагаве.
Однією з туристичних принад провінції є рисові тераси. Вони занесені до списку Світової спадщини ЮНЕСКО.

## Географія
Площа провінції становить 2628,21 км2. Адміністративно поділяється на 11 муніципалітетів. Іфугао межує на заході з провінцією Бенґет, на півночі — з Гірською Провінцією, на сході — з провінцією Ісабела, на півдні — з провінцією Нуева Віская.

## Релігія
Понад 60% жителів провінції сповідують католицтво, ще 20-30% - протестантські течії християнства.